# × Chamaelobivia
× Chamaelobivia là một chi thực vật có hoa lai thuộc họ Cactaceae. Các loài trong chi này là kết quả của lai nhân tạo giữa chi Chamaecereus và Lobivia. Tên của chi được công bố lần đầu tiên bởi Yoshi Itô năm 1957.
Nhiều giống cây trồng đã được tạo ra từ con lai giữa các loài thuộc chi Chamaecereus và Lobivia. Tại Southfield Nursery ở Lincolnshire, tên của các giống cây trồng thường bắt đầu bằng 'Lincoln', ví dụ như 'Lincoln Gem'.

## Bề ngoài
Tất cả các giống cây trồng thuộc chi × Chamaelobivia đều phát triển từ cây con có kích thước nhỏ, có hình dạng giống hạt lạc và hoa phát triển nằm ở trên cùng của cây.